# 池野雄人
池野 雄人（いけの ゆうと、1984年〈昭和59年〉11月21日 - ）は、日本のプロバスケットボール指導者。
役職はアシスタントゼネラルマネージャー。B.LEAGUE B1・三遠ネオフェニックス所属。
静岡県出身。

## 来歴
漫画『スラムダンク』の影響で中学1年生からバスケットボールを始め、高校生までは選手として活動した。サッカーが盛んな静岡で生まれ育ったため、バスケ部のある中学は市内に２校しかない地域で、所属したバスケ部も弱小チームであった。
高校卒業後、本人の言葉によると「仕事をしたくない」という理由で広島県立大学に進学、大学2年の時に留学を志すが、両親の反対により断念した。大学4年の時の就職活動では一般企業だけではなく、当時スタートしたbjリーグの各チームにコンタクトして職を求めたが、この時はバスケ関係の就職は果たせなかった。
大学卒業後、就職せずに実家のある静岡に戻り、日当の高い工場の製造ライン作業に 約2年間従事することで、米国留学費用を貯めた。
カリフォルニア州サンラファエルのドミニカン大学のキャンパス内の語学学校に留学。半年ほどで卒業し、残りの3ヶ月はグレイハウンドバスの乗り放題チケットを利用して、全米をバックパックで旅行をした。
帰国後、再度　各バスケチームに求職のアプローチをしたところ3チームが興味を示し、2010年から リンク栃木ブレックスの下部組織であるTGI・Dライズのチームマネージャーとして活動した。
2014年からは広島ドラゴンフライズに移りチームのヘッドマネージャーに就任。
2017年から横浜ビー・コルセアーズのマネージャーとして活動した。
2018年6月、横浜ビー・コルセアーズからの退団が発表された。
2018年8月、西宮ストークスとの契約が発表された。
2022年7月1日、B1・三遠ネオフェニックスのアシスタントゼネラルマネージャーに就任。

## 人物

### その他
- 2017年12月23日 B.LEAGUE第14節 横浜ビー・コルセアーズvsレバンガ北海道の最終盤、横浜の選手が勝敗に係わるシュートを決めた瞬間、ベンチに居た池野が興奮のあまり思わずコートに飛び出してコート内でガッツポーズをしてしまった。選手以外が試合中のコートに入る事は反則で、即座に審判がベンチテクニカルファウルを宣告。試合は横浜の敗戦に大きく傾くことなった[7][8]。翌日の試合では池野はチーム指示により、コートに飛び出せない2列目の席に座らされた上でクイズ番組などでお手つきをした時に付ける「×」印のついたマスクを身に付け、前日の反省を表しながら試合に参加した。またこの試合以降しばらくの間、横浜ビー・コルセアーズでは、終盤にクラッチシュートが決まったタイミングなどは、冷静な選手がいち早くベンチから飛び出してコート際に立ちはだかり、興奮した選手やスタッフがコートに入らないように備える姿がしばしば見られた。なお、2020年現在、池野が記事を執筆しているNoteやSNSにおけるタグやプロファイルの「飛び出すMG」は、この時のエピソードにちなんでいる[9]。